# Boltzmanns konstant
Boltzmanns konstant, efter Ludwig Boltzmann, är en naturkonstant som relaterar temperatur för en mängd partiklar (molekyler) till energi på partikelnivå. Konstanten betecknas med kB eller bara k och motsvarar den allmänna gaskonstanten R dividerad med Avogadros tal NA:
{\displaystyle k_{B}={\frac {R}{N_{\rm {A}}}}\,}
Konstanten har samma enhet som entropi. Dess värde definierades av CGPM i den senaste versionen av Internationella måttenhetssystemet (SI) som trädde i kraft den 20 maj 2019, och används sedan dess för att definiera magnituden på enheten kelvin.
{\displaystyle k_{B}=1,\!380649\cdot 10^{-23}{\mbox{ J/K}}=8,\!617333262\cdot 10^{-5}{\mbox{ eV/K}}}.
Den termiska energin vid rumstemperatur är alltså ungefär
{\displaystyle k_{B}T=8,\!617\cdot 10^{-5}\times 300\approx 0,\!026{\mbox{ eV}}=26{\mbox{ meV}}.}